# Transitorisk global amnesi
Transitorisk global amnesi (TGA) är ett akut men godartat tillstånd där patienten har en tillfällig oförmåga att inprägla och behålla minnen (amnesi). Tillståndet brukar avta inom de närmsta 24 timmarna.